# Nordeste Paraense
Nordeste Paraense is een van de zes mesoregio's van de Braziliaanse deelstaat Pará. Zij grenst aan de mesoregio's Metropolitana de Belém, Marajó, Sudoeste Paraense, Sudeste Paraense en Oeste Maranhense (MA). De mesoregio heeft een oppervlakte van ca. 83.074 km². In 2006 werd het inwoneraantal geschat op 1.664.761.
Vier microregio's behoren tot deze mesoregio:
- Bragantina
- Cametá
- Guamá
- Tomé-Açu

Mesoregio's: Baixo Amazonas · Marajó · Metropolitana de Belém · Nordeste Paraense · Sudeste Paraense · Sudoeste Paraense

Microregio's: Almerim · Altamira · Arari · Belém · Bragantina · Cametá · Castanhal · Conceição do Araguaia · Furos de Breves · Guamá · Itaituba · Marabá · Óbidos · Paragominas · Parauapebas · Portel · Redenção · Salgado · Santarém · São Félix do Xingu · Tomé-Açu · Tucuruí